# Villa Barbaro
Die Villa Barbaro, nach der gleichnamigen Gemeinde auch Villa Maser genannt, befindet sich nahe der malerisch schön gelegenen kleinen Stadt Asolo in Venetien. Andrea Palladio hat sie zwischen 1554 und 1558 geplant und gebaut. Sie gilt als Musterbeispiel eines palladianischen Landhauses. Die Villa ist Teil des UNESCO-Welterbes (Villen Palladios). Sie ist in Privatbesitz und kann zu den angegebenen Öffnungszeiten besichtigt werden.

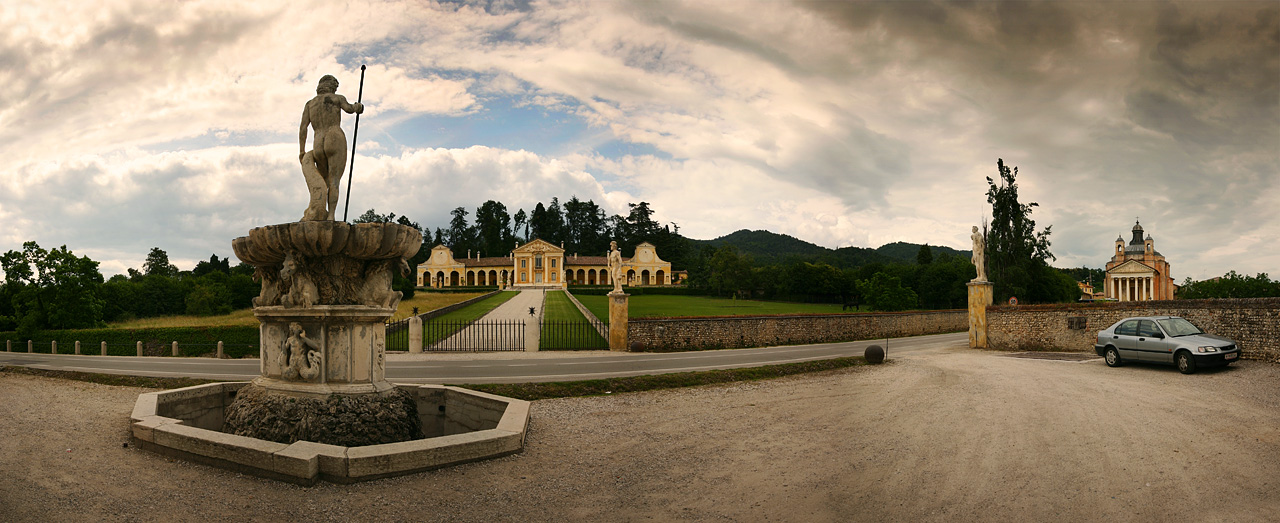
Villa und Tempietto Barbaro, Maser

## Die Villa

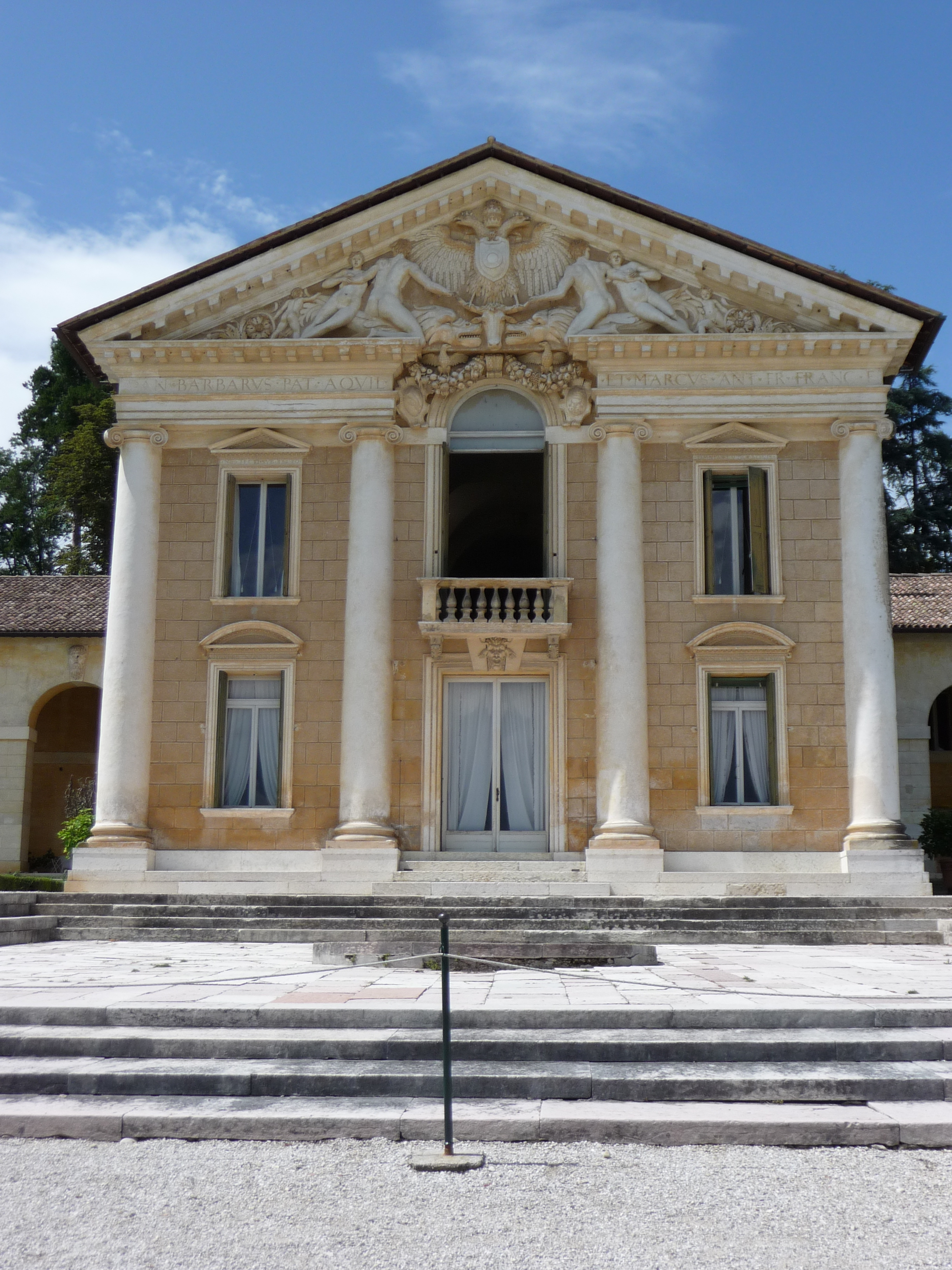

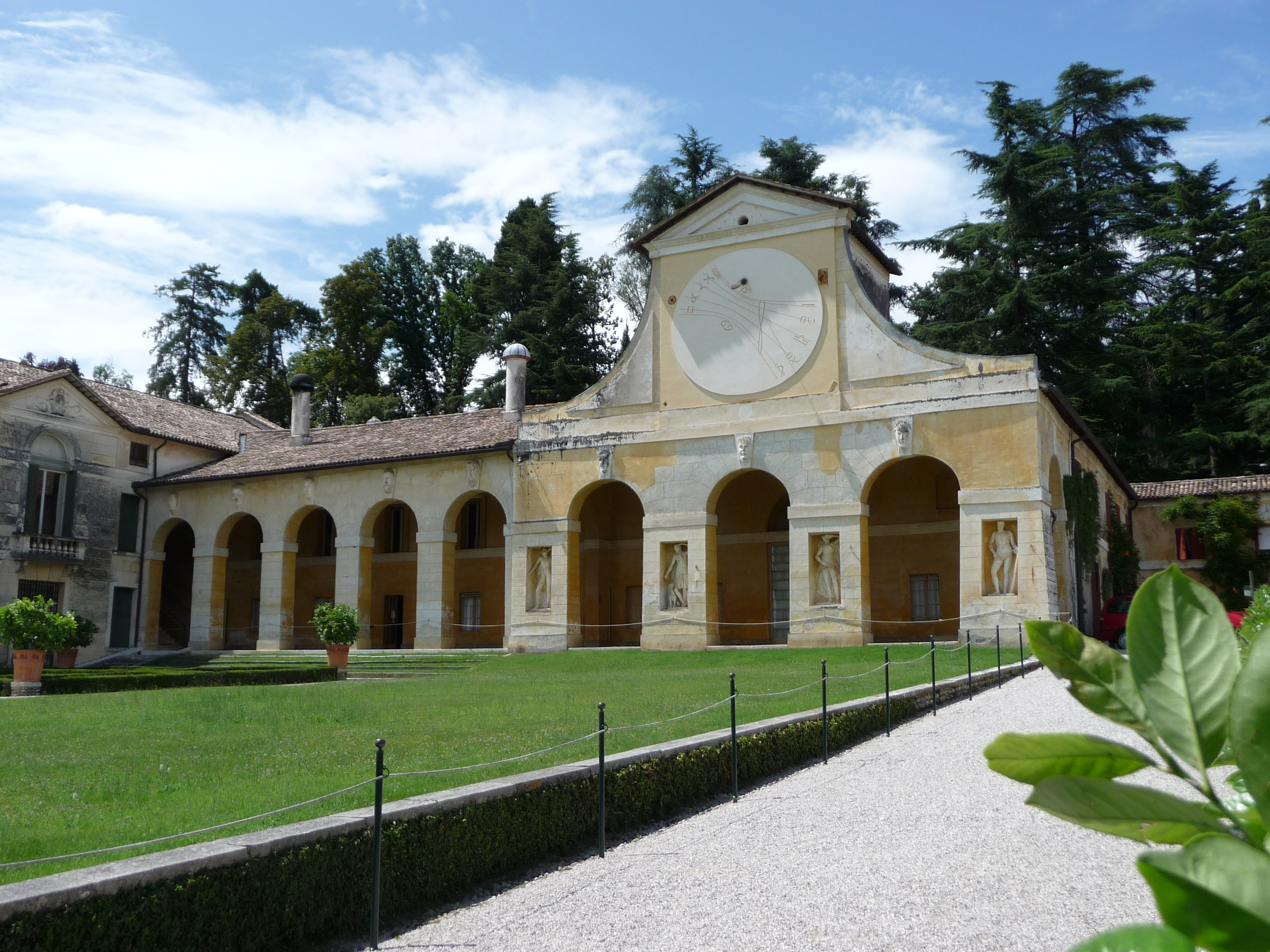

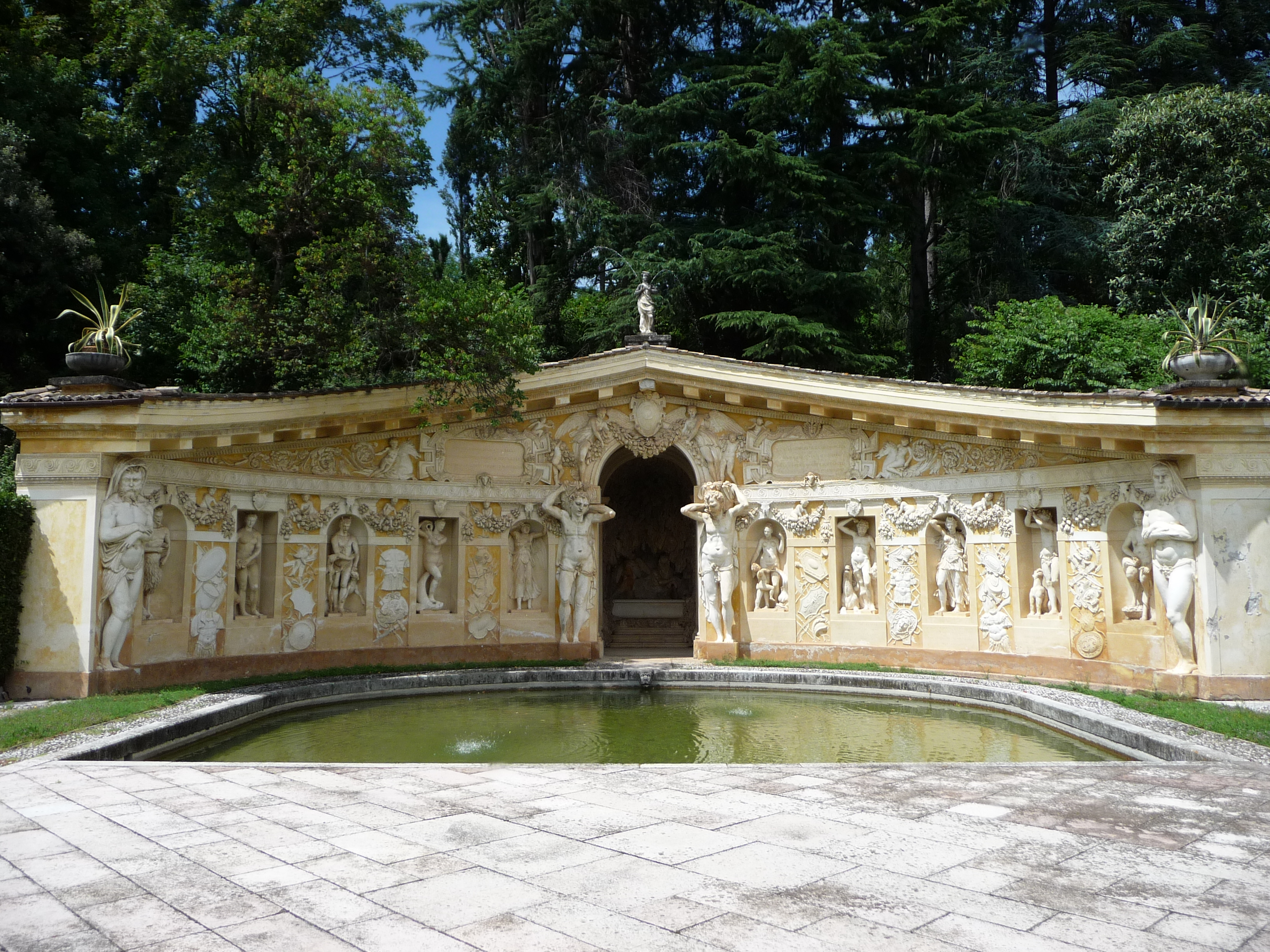
Nymphäum der Nordseite

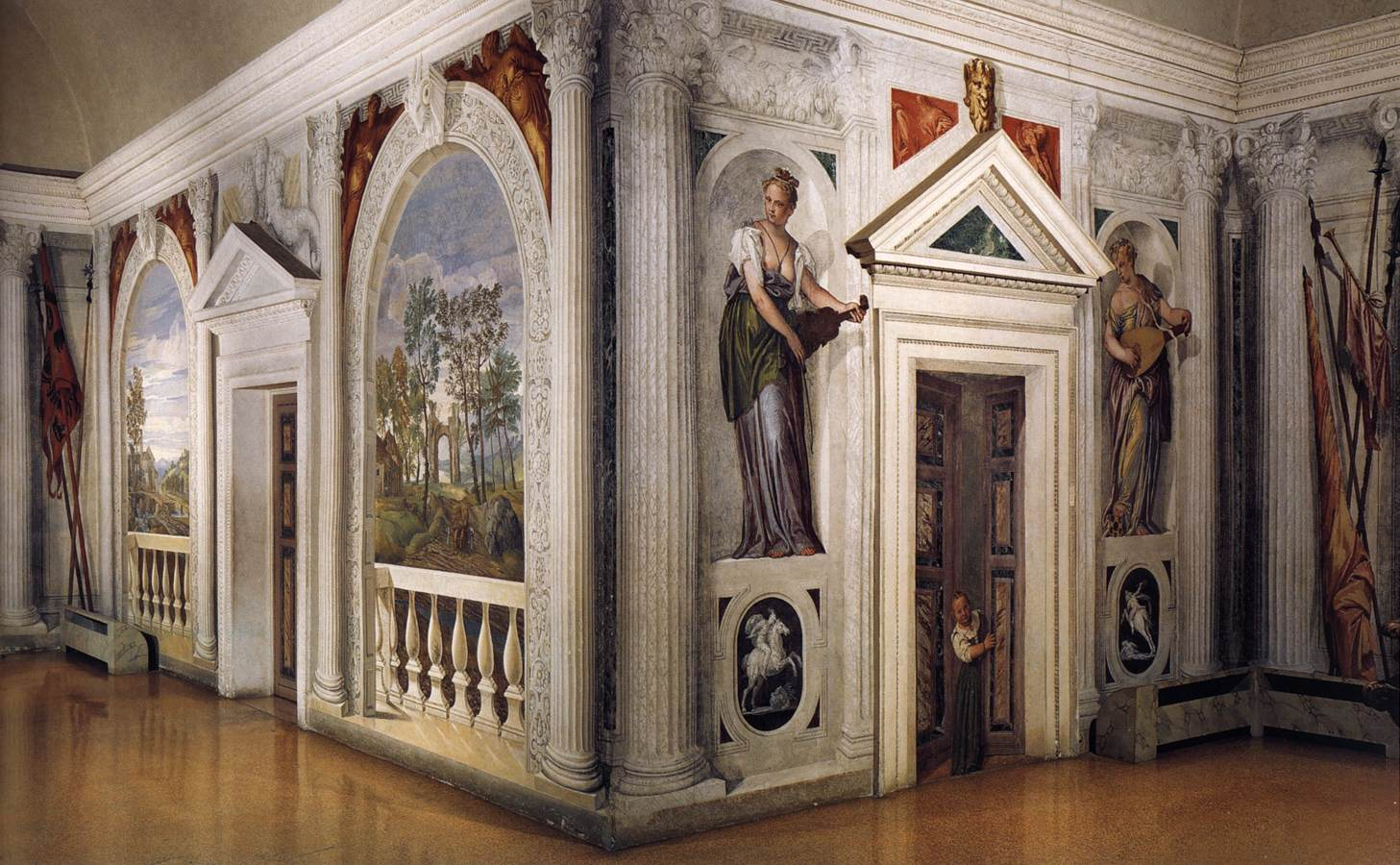
Sala a crociera

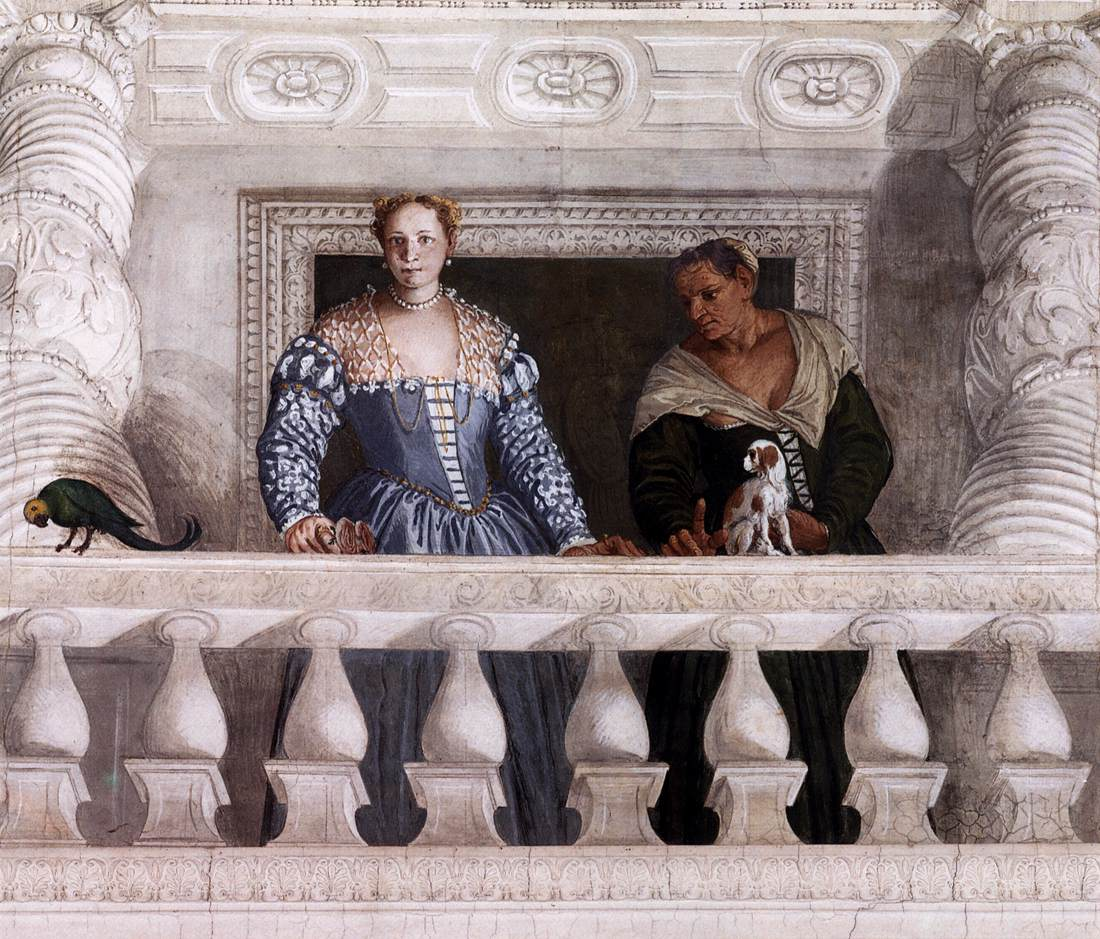
Stanza dell'Olimpo

Die 1554–1558 errichtete Villa liegt an einem leichten Hang mit weitem Ausblick. Die Baumasse gliedert sich in fünf Teile, die in einer Reihe symmetrisch um einen Mittelbau angeordnet sind. Der Mittelbau tritt deutlich hervor und hat eine Fassade mit vier ionischen Pilastern in Kolossalordnung sowie einen Giebel mit dem Wappen der Barbaro. An den Seiten ist jeweils ein auf einem Delphin reitendes Paar abgebildet. Die Seitenflügel und die Eckpavillons haben hohe Arkaden, die verbergen, dass das gesamte Gebäude zweigeschossig ist. Die Eckpavillons mit ihren breit ausladenden Giebeln, die mit Sonnenuhren geschmückt sind, haben Taubenschläge. Die Tauben waren früher ein Kommunikationsmittel.
Im Obergeschoss des Mittelbaus befinden sich Repräsentationsräume, außerdem werden die Wohnräume in den Obergeschossen der Seitenflügel verbunden. In den unteren Geschossen der Seitenflügel befinden sich Nutzräume.
Palladio beschreibt die Villa Maser in seinem Werk Vier Bücher zur Architektur im 16. Kapitel des zweiten Buches wie folgt:

„Jeder Teil des Gebäudes, der etwas hervorspringt, besitzt Räume auf zwei Stockwerken. Die Ebene der oberen Räume ist gleich mit der des hinteren Hofes, wo dem Haus gegenüber in den Berg ein Brunnen mit zahllosen Stuck- und Mauerverzierungen eingehauen worden ist. Dieser Brunnen bildet einen Teich der zum Fischen dient. Von hier aus teilt sich das Wasser. Es fließt in die Küche und dann, wenn es die Gärten, die rechts und links von der zum Hause hin leicht ansteigenden Straße liegen, bewässert hat, in zwei Fischteiche mit zwei Tränken, die sich an der öffentlichen Straße befinden. Von hier aus bewässert es den Küchengarten, der sehr groß und voll ausgezeichneter Früchte ist und wo auch verschiedene Wildarten gehalten werden. Die Fassade des Herrenhauses hat vier Säulen in ionischer Ordnung, die Kapitelle der seitlichen Säulen sind auf zwei Seiten ausgebildet… Auf der einen wie auf der anderen Seite des Gebäudes liegen Loggien, die an ihren Enden zwei Taubenschläge haben. Darunter befinden sich die Weinkeller, die Ställe und die anderen Nutzungsanlagen der Villa.“

In dem Konzept der Villa Maser, wie es Palladio beschreibt, sind auf vorbildliche Weise beide Aufgaben einer damaligen Villa vereinigt: Die Nutzung als repräsentativer Ort des Vergnügens und der Erholung für die Auftraggeber und deren Gäste und als Villa rustica, ein durchdachtes, möglichst wirtschaftlich organisiertes Zentrum für eine ertragreiche Nutzung des Landgutes. Dem entspricht die Öffnung der Villa zur Natur durch die Arkaden der Seitenflügel. Die bildhauerische Ausschmückung erfolgte durch Alessandro Vittoria. Ob die Freunde und Mäzene des italienischen Architekten Andrea Palladio, die Brüder Marcantonio und Daniele Barbaro, diesen mit der Planung beauftragt haben oder ob sie bei ihrer eigenen Planung von ihm lediglich beraten worden sind, ist umstritten. Möglicherweise erklären sich so die auffälligen Unterschiede zu allen anderen Bauwerken Palladios.

## Innenräume
Die Repräsentationsräume im Mittelbau und die Wohnräume wurden von Paolo Veronese unter Mitwirkung seines Bruders Benedetto und weiteren unbekannten Mitarbeitern mit bedeutenden, im Schwerpunkt illusionistischen Landschaftsfresken, ausgestattet. Einige davon nehmen – eingebettet in Scheinarchitektur – Bezug auf die umgebende Landschaft. Weitere Darstellungen beziehen sich unter anderem auf klassische Tugenden und die antike Götterwelt, aber auch auf das idealisierte Alltagsleben in der Villa. Harmonie als Weltordnung, in der Natur und in der Familie ist das übergeordnete Thema der gesamten Villa.
Im ersten Raum, der Sala a Crociera (Vierung) sind neben sechs idealisierten Landschaftsdarstellungen acht Musikspielerinnen im Querriegel abgebildet, ein Mann und ein Mädchen scheinen einzutreten.
Nach Südwesten betritt man die nach dem Deckenbild benannte Stanza di Bacco (Raum des Bacchus), in dem Bachus den Hirten Weintrauben schenkt, deren Saft er in eine Schale presst. Dies stellt einen Bezug zur landwirtschaftlichen Nutzung der Villa dar. Die Trauben sind Symbol für Überfluss und Wohlstand.
Nach Südosten liegt die Stanza del Tribunale d'Amore (Zimmer der ehelichen Liebe), ebenfalls nach dem Deckengemälde benannt, in dem eine junge Ehefrau vor einem Richter zwischen ihrem Ehemann und ihrem Verteidiger kniet. Auch hier sind Nischen mit Statuen als Scheinarchitektur gemalt.
Nach Norden schließt sich die quadratische Stanza dell'Olimpo (Zimmer des Olymp) an, die in der Mitte der Raumflucht liegt. Im zentralen Deckenbild sind die olympischen Himmelsgötter dargestellt.

## Nymphäum
In der Mitte des nördlichen kleinen Gartenhofs befindet sich ein Nymphäum mit Statuen von olympischen Göttern in den Nischen von Alessandro Vittoria und seiner Werkstatt. In der Mitte ist eine kleine Grotta di Nettuno (Neptungrotte) mit zwei Atlanten rechts und links des Eingangs, die vermutlich Werke des Bauherrn Marcantonio Barbaro sind.

## Tempietto
Gegenüber dem vorderen Garten der Villa befindet sich der Tempietto, die kleine Kirche, die 1579–1580 ebenfalls nach Plänen von Andrea Palladio erbaut wurde. Hinter der Hauptfassade mit Tempelfront befindet sich ein überkuppelter Zentralbau, dessen Innenraum ebenfalls von Alessandro Vittoria ausgestattet wurde. Die Marmorstatuen der mittleren Kapellennischen entstammen dem 19. Jahrhundert. Dieses letzte Werk Palladios aus seinem Todesjahr 1580 weist eine starke Orientierung am antiken Vorbild des Pantheons auf. An den Treppenseiten wurden im 17. Jahrhundert Statuen die Liebe und Glaube von Orazio Marinali errichtet und die Portikus-Decke von Padovanino ausgemalt.

## Die Auftraggeber
Francesco Barbaro hinterließ seinen Söhnen Daniele und Marcantonio Barbaro bei seinem Tod 1549 das Anwesen unterhalb der Dolomiten in Maser.

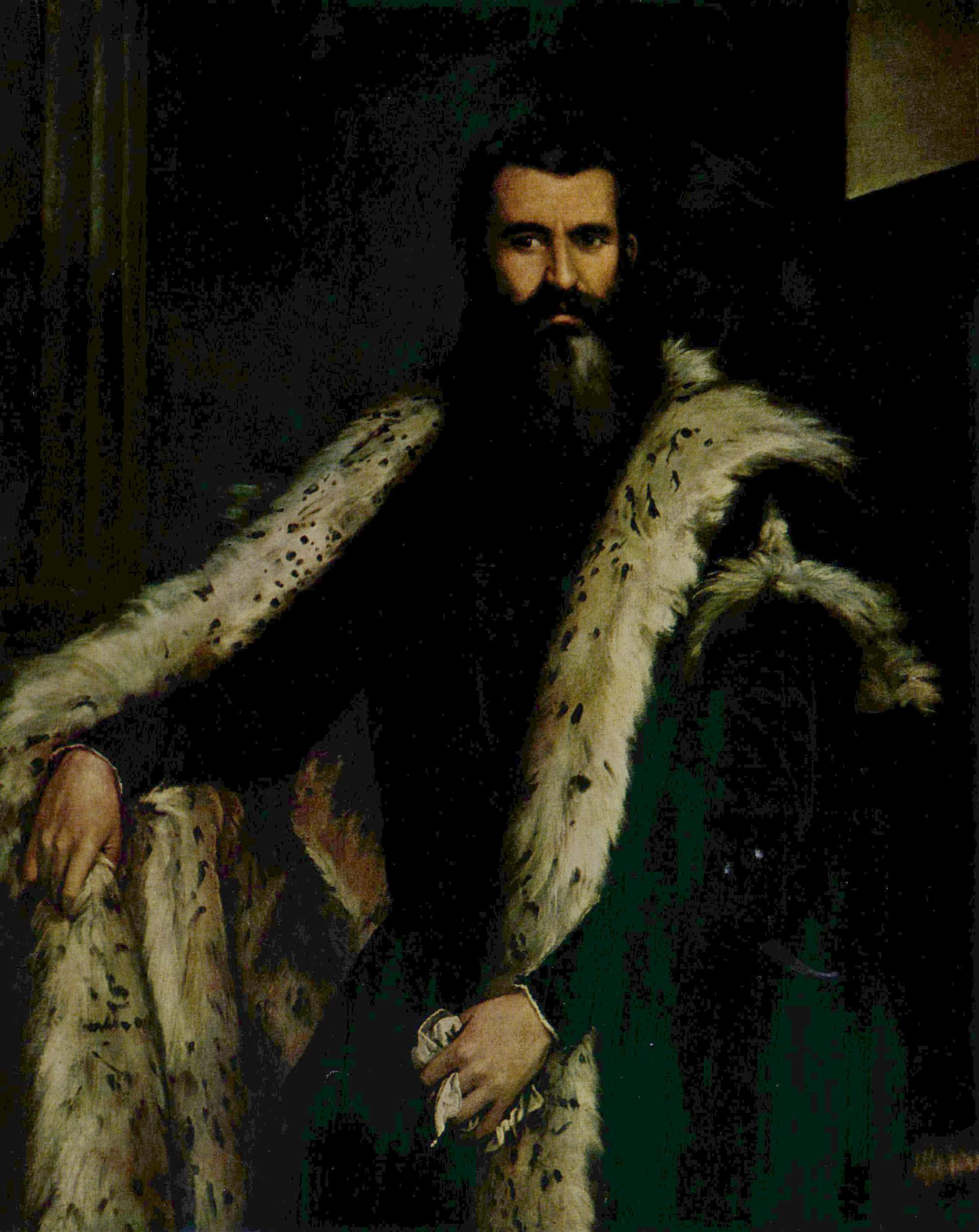
Veronese: Daniele Barbaro, Palazzo Pitti, Florenz
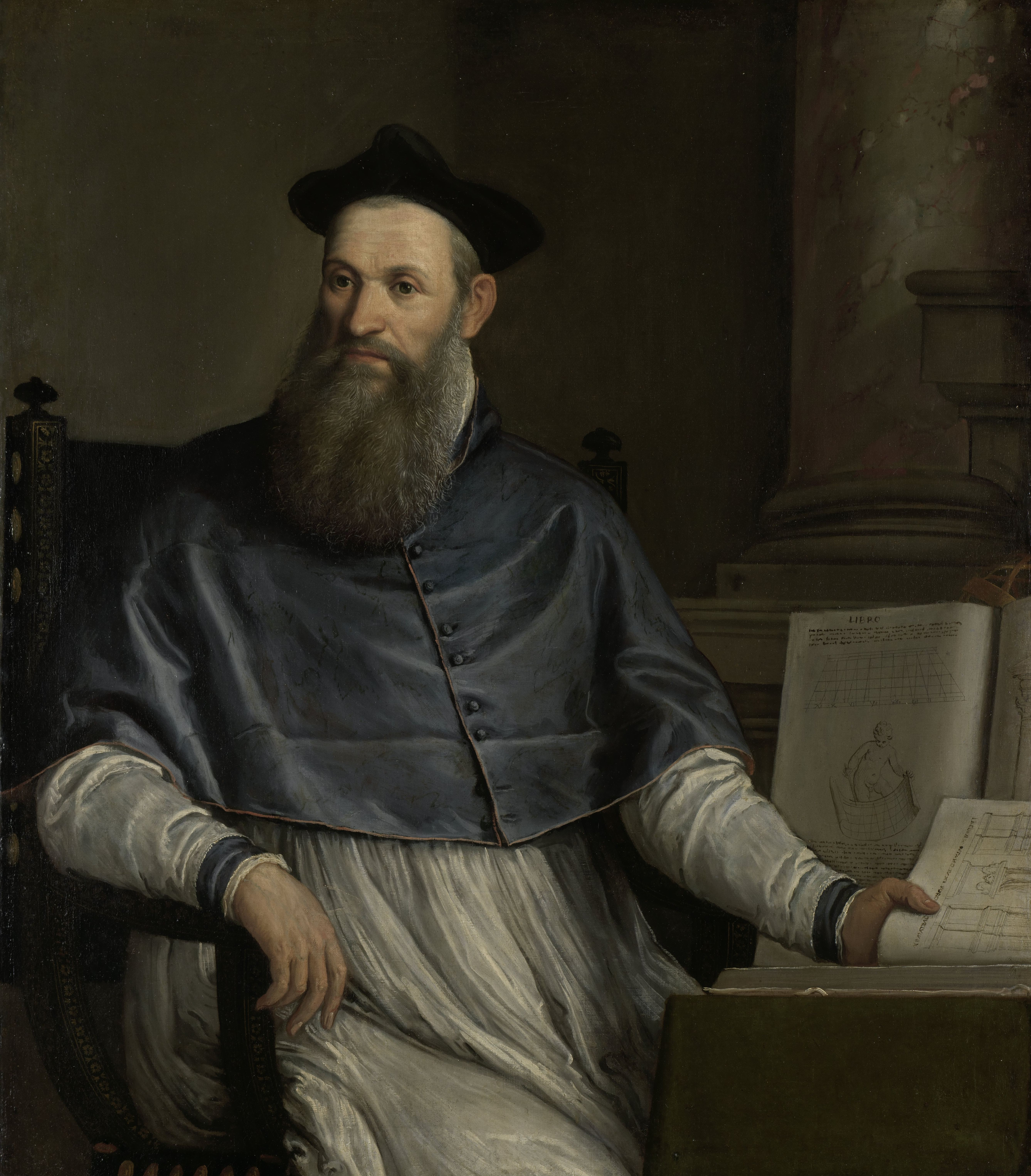
Veronese: Daniele Barbaro, Rijksmuseum Amsterdam
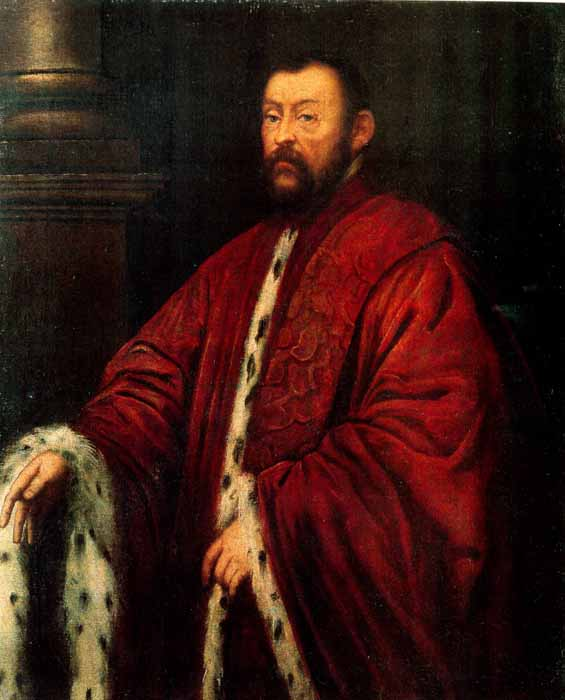
Jacopo Tintoretto: Marcantonio Barbaro

Da im 16. Jahrhundert die männliche Linie Marcantonios erlosch, kam die Villa nach verschiedenen Besitzerwechseln 1934 an die Familie Volpi di Misurata.

## Kutschenmuseum Villa di Maser
Die Villa di Maser beherbergt ein Kutschenmuseum, mit Ausstellungsstücken aus dem 19. und 20. Jahrhundert, die das Transportwesen dieser Zeit dokumentieren.

## Literatur

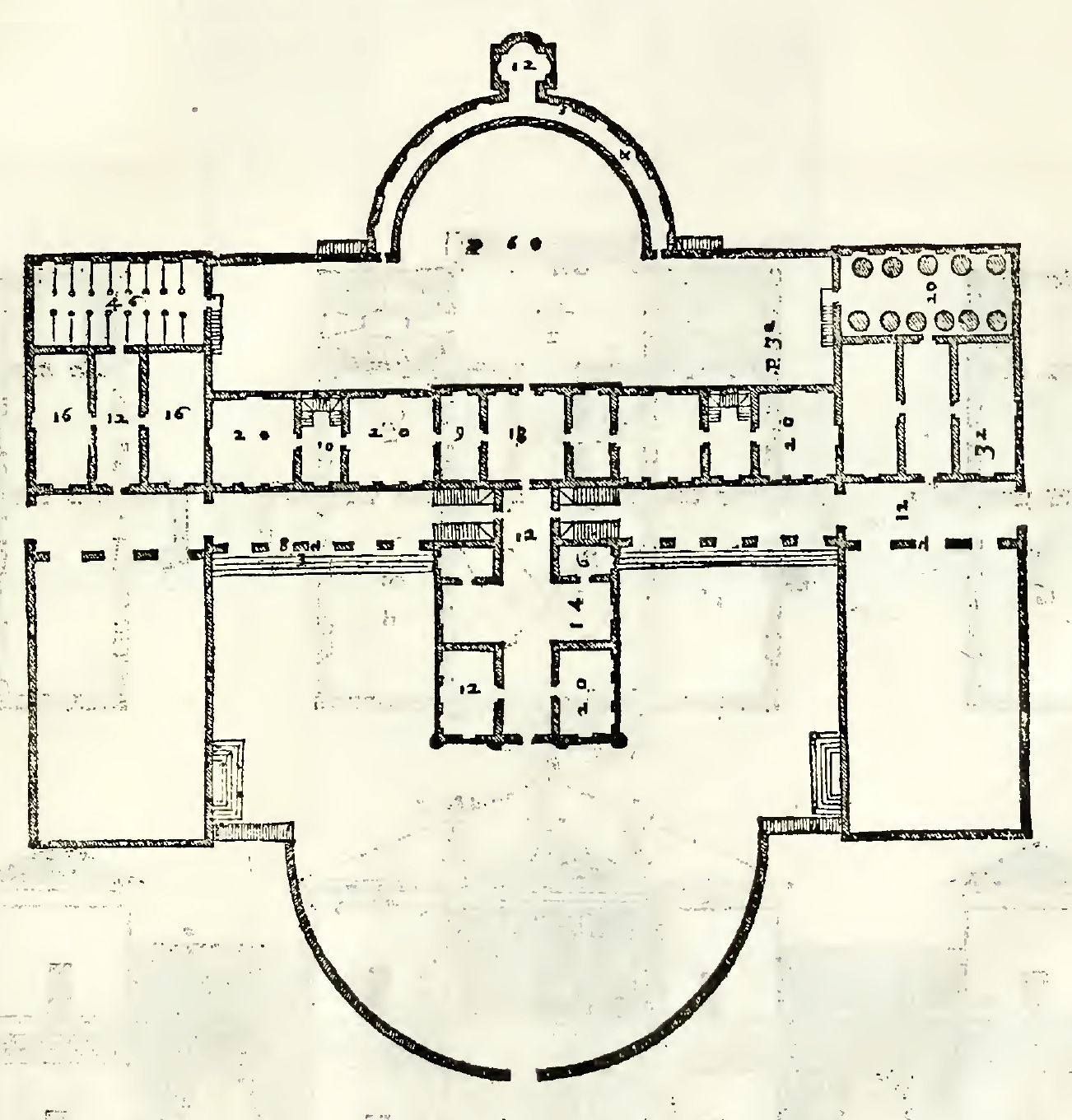
Palladio, Grundriss der Gesamtanlage aus den „Quattro libri“